# تولنافتات
تولنافتات (انگلیسی: Tolnaftate) نوعی تیوکاربامات صناعی است که به عنوان داروی ضدقارچ استفاده میشود.